# Шифр Дорабелла

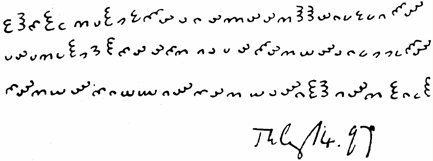
Письмо Эдуарда Элгара (шифр Дорабелла)

Шифр Дорабелла — секретный шифр, автором которого является Эдуард Элгар (1857—1934), английский композитор. 14 июля 1897 года он отправил записку Дорабелле — так он называл свою подругу Дору Пенни. «Мисс Пенни», — гласила надпись на одной стороне карточки, на другой же был трёхстрочный шифр из 87 символов.
Девушка так и не смогла расшифровать послание, и оно пролежало около 40 лет в ящике её стола, прежде чем его перепечатали в книге воспоминаний Пенни об Элгаре в издательстве «Метуен». Оригинал письма был утерян.
Каждый символ шифра — вариация одной, двух или трёх полуокружностей, расположенных в восьми различных ориентациях. Из такой комбинации можно составить 24 различных символа, большинство из которых напоминают букву E, которые могли быть как-то связаны с инициалами Эдуарда Элгара (англ. Е. Е.).

## Предыстория
Дора Пенни (1874—1964) была дочерью преподобного Альфреда Пенни (1845—1935) в Вулвергемптоне. Мать Доры умерла в феврале 1874 года, через 6 дней после рождения Доры. Отцу семьи пришлось много лет работать миссионером в Меланезии.
В 1885 году Альфред Пенни снова женился. Мачеха Доры была подругой Каролины Алисы Элгар, жены Эдуарда Элгара. Так семья Пенни познакомилась с семьей Элгар. В 1897 году семья Пенни пригласила Эдуарда и Алису Элгар к себе в поместье в Вулвергемптоне на несколько дней.
Эдуард был в то время учителем музыки. Дора и Эдуард подружились и проводили много времени вместе. Пускали воздушных змеев, катались на велосипедах и играли в футбол, хотя разница в их возрасте была около семнадцати лет. Впоследствии Эдуард посвятил Доре десятую тему (Intermezzo: Allegretto («Dorabella»)) своего музыкального произведения Энигма-вариации.
По возвращении домой Эдуард Элгар написал зашифрованное письмо и подписал «Мисс Пенни».
По этому поводу Кевин Джонс выдвинул одну идею:

Отец Доры недавно вернулся из Меланезии, где он много лет работал миссионером. Очарованный местным языком и культурой, он приобрёл несколько традиционных талисманов, украшенных загадочными символами. Возможно, эти предметы упоминались в разговорах во время пребывания Элгара в Вулвергемптоне? И если Дора упоминала это в своих мемуарах, то это могло бы объяснить тот факт, что зашифрованное сообщение было названо «посвящением» в беседе с директором SOAS много лет спустя.
Оригинальный текст (англ.)Dora's father had just returned from Melanesia where he had been a missionary for many years. Fascinated by local language and culture, he possessed a few traditional talismans decorated with arcane glyphs. Perhaps such an item surfaced as a conversation piece during the Elgar's week in Wolverhampton? And if Dora recalled this when writing her memoirs, it might account for the fact the coded message was referred to as an 'inscription' when communicating with the director of SOAS many years later.

## Попытки расшифровки
Расшифровывая письмо композитора, некоторые пытались обойтись простейшим методом замены символов на буквы (частотный анализ), так как все знаки письма напоминают английскую букву Е. В конце XIX века не было компьютеров, которые могли создать сложные системы кодирования, и маловероятно, что Эдуард Элгар заставил Мисс Пенни расшифровывать что-нибудь сложное. В этом случае каждый символ шифра может представлять одну букву алфавита.
Хотя в английском алфавите 26 букв, а в шифре возможны только 24 символа, автор мог обойтись без редкоиспользуемых букв, таких как «Z», «X», или использовать один символ для некоторых букв «I»/«J», «U»/«V». Криптоаналитики обычно используют частотный анализ для поиска наиболее повторяющихся символов шифра для сравнения с наиболее часто использующимися буквами алфавита (к примеру, A, E, T).
Другие приходили к выводу, что здесь вообще скрыты не слова, а мелодия.
Одна из сложностей расшифровки заключается ещё и в том, что, как считают многие криптоаналитики, в письме заключены и какие-то фразы, возможно, шутки, которые понятны были только Доре и Эдуарду. Расшифровать их практически невозможно.
Другие между тем думают, что шифр не несёт математические аспекты, так как ни мисс Пенни, ни Эдуард Элгар не были математиками. Таким образом, этот шифр несёт более историческое значение.
В 1970 году британский музыковед и литературовед Эрик Сэмс привел одно из возможных решений шифра Дорабелла. Хотя он и сделал ряд обоснованных предположений, но его метод расшифровки сложный и запутанный. Его вариант выглядит так:

STARTS: LARKS! IT’S CHAOTIC, BUT A CLOAK OBSCURES MY NEW LETTERS, A, B [alpha, beta, ie Greek letters or alphabet] 

BELOW: I OWN THE DARK MAKES E. E. SIGH WHEN YOU ARE TOO LONG GONE.

Длина этого текста 109 символов, исключая уточнения о греческих буквах, в то время как длина оригинального письма 87 символов. Эрик Сэмс объяснил это тем, что Элгар использовал стенографию.
В 2007 году сообщество, посвященное Эдуарду Элгару, провело конкурс по расшифровке письма, посвящённый 150-летию Эдуарда Элгара. Было получено несколько попыток расшифровки письма, но они не были успешными. Одна или две статьи сделали впечатляюще амбициозный и внимательный анализ. Эти записи, хотя сопоставляли символы Элгара буквам алфавита, в конце концов пришли к произвольной последовательности букв. Результатом являлся набор несвязных слов и букв.